# Aéroport de Moscou-Domodedovo
Pour les articles homonymes, voir Aéroport de Moscou, Domodedovo et DME.
L'aéroport international Domodedovo (en russe : Аэропорт Домоде́дово) (code IATA : DME • code OACI : UUDD • Code aéronautique de l'espace russophone : russe : ДМД) est un aéroport international et le plus ancien aéroport de Moscou. Il est situé dans le raïon de Domodedovo à 42 km au sud-sud-est du centre de Moscou. Il a été en grande partie rénové et modernisé en 2003 et 2004. Les pistes, taxiway et parking ont été élargis et renforcés afin qu'il puisse accueillir les nouvelles générations de gros porteurs. C'est le premier en Russie à pouvoir le faire. 
C'est le second aéroport de Russie en nombre de passagers et de fret, derrière l'autre grand aéroport de Moscou, l'aéroport international Cheremetievo, avec 20 430 000 
passagers en 2008.
Un train rapide, l'Aéroexpress  relie l'aérogare à une des 9 grandes gares moscovites, la gare de Paveliets en 40 minutes pour un trajet de 35 kilomètres.

## Histoire
L'histoire de Domodedovo démarre en mars 1964 avec le vol d'un Tupolev 104 pour Sverdlovsk, aujourd'hui Iekaterinbourg. L'aéroport, équipé pour accueillir le trafic intérieur longue distance de l'Union soviétique, fut officiellement inauguré en mai 1965. Deux pistes parallèles bétonnées (14L/32R et 14R/32L) furent mises en service 18 mois après l'inauguration de l'aéroport. Le 26 décembre 1975, l'aéroport de Domodedovo fut choisi pour accueillir le premier vol commercial du Tupolev 144 pour Alma-Ata (aujourd'hui Almaty, plus grande ville du Kazakhstan).
Le contrôle de l'aéroport fut transféré en 1996 à East Line Group, bien que les pistes soient toujours la propriété de l'État. D'importants travaux ont eu lieu pour le rapprocher des normes occidentales. En raison de problèmes à Cheremetievo, quelques compagnies dont British Airways, Emirates ou Swiss se déplacèrent également à Domodedovo.

### Plan d'extension
Le groupe East Line prévoit de doubler la surface du terminal pour la porter à 225 000 m2 et d'investir environ 250 millions d'euros en améliorations.

### Attentat de 2011 à l'aéroport Domodedovo
Un attentat à l'aéroport Domodedovo, le 24 janvier 2011 à 13 h 32 (GMT), a fait au moins 35 morts et plus de 180 blessés, dans la zone de livraison des bagages du terminal des arrivées des vols internationaux.

## Pistes
L'aéroport de Domodedovo est équipé de deux pistes revêtues de béton armé et de matériaux synthétiques. Les axes de ces pistes sont espacés de deux kilomètres, ce qui permet d'effectuer simultanément des opérations de décollage et d'atterrissage.

### Piste 1 (RWY-1)
D'une longueur de 3 500 mètres, cette piste a été construite en 1962 et officiellement mise en service en 1964. Elle a été rénovée à deux reprises, en 1976 et en 2007.

### Piste 2 (RWY-2)
La construction de cette piste, d'une longueur de 3 794 mètres, a été achevée en 1968. Elle n'a été rénovée qu'une seule fois, en 1981. L'aéroport est classé en catégorie «B».
Les deux pistes sont certifiées selon les normes de la catégorie IIIA de l'Organisation de l'aviation civile internationale (OACI), ce qui permet à l'aéroport d'accueillir tous types d'aéronefs équipés pour l'atterrissage aux instruments, avec une visibilité horizontale minimale de 200 mètres et une hauteur de décision (DH) d'au moins 30 mètres. La capacité horaire des pistes est de 20 et 60 mouvements d'avions par heure par conditions météorologiques simples, et de 7 à 12 mouvements par heure en cas de conditions météorologiques complexes.
La piste 2 actuelle sera reconvertie en une voie de circulation principale (taxiway) après la mise en service de la nouvelle piste 2.

### Débat sur la construction d'une nouvelle piste d'envol et d'atterrissage
En septembre 2010, plusieurs médias ont obtenu une copie du procès-verbal d'une réunion présidée par Vladimir Poutine, dans lequel le ministère des Transports, le ministère du Développement économique et le ministère des Finances de Russie étaient chargés de "garantir le financement et le développement du nœud aéroportuaire de Moscou, en tenant compte de la reconstruction des pistes existantes à Vnoukovo et Domodedovo, ainsi que de la construction d'une troisième piste à Cheremetievo".
À la demande du Comité des Transports de la Douma d'État de la Fédération de Russie, le groupe de sociétés ProgressTech a préparé un rapport indépendant sur l'état du nœud aérien de Moscou, évaluant la construction d'une nouvelle piste à Domodedovo à 20 milliards de roubles. Cela est dû au fait que les terrains pour la construction de nouvelles pistes avaient été réservés par la direction de Domodedovo dès 2005, et leur superficie permettrait de construire jusqu'à 10 nouvelles pistes.

### Construction d'une nouvelle piste d'envol et d'atterrissage
En raison de l'augmentation du trafic passager et de la nécessité de rénover la Piste 2, la direction de l'aéroport a soulevé la question de la nécessité de construire une troisième piste d'envol et d'atterrissage. La Piste 2, construite en 1968, pourrait, selon les représentants de l'aéroport Domodedovo, être exploitée jusqu'en 2014, après quoi elle devrait être fermée pour rénovation.
Bien que Domodedovo soit un aéroport privé, sa société de gestion ne peut pas prendre seule la décision de construire une nouvelle piste. La raison en est que, conformément à la loi, la zone de l'aérodrome, y compris les pistes d'envol et d'atterrissage, ne peut pas être transférée aux mains privées et appartient à l'État.
En 2014, Rosaviatsia a décidé de construire une nouvelle piste longue de 3 800 mètres à l'aéroport Domodedovo. Elle sera située à 287,5 mètres au nord-est de la Piste 2 actuelle (parallèlement à elle). Pendant la construction, la Piste 2 existante continuera à fonctionner, ce qui permettra de maintenir la capacité de l'aéroport. Une fois la construction terminée, la nouvelle piste portera le nom de Piste 2, tandis que l'ancienne Piste 2 sera convertie en voie de circulation principale. Le contrat de construction a été attribué à SU-1 MDS-Group, le coût total de la nouvelle piste et des aires de stationnement s'élevant à 15 milliards de roubles,.
La mise en service de la nouvelle piste était initialement prévue pour le début de la Coupe du monde de football 2018, mais les délais ont été constamment repoussés. Finalement, en raison de la faillite du sous-traitant et de son non-respect des délais de réalisation, le contrat entre l'aéroport et SU-1 a été résilié en décembre 2018. Selon un représentant de Rosaviatsia, un appel d'offres sera lancé et un nouveau sous-traitant sera sélectionné au cours de l'année 2019. En août 2019, le gouvernement russe a alloué 620 millions de roubles depuis le Fonds de réserve pour la rénovation de l'infrastructure aéroportuaire de Domodedovo. 300 millions de roubles seront utilisés pour achever la construction des revêtements de la nouvelle piste, 250 millions de roubles pour compléter les emplacements de stationnement MS 25 et MS 26 près du nouveau terminal passagers, et 70 millions de roubles pour finaliser la construction des installations de traitement des eaux usées. Pour terminer les projets de construction en cours des infrastructures aéroportuaires de Domodedovo, Rosaviatsia a demandé au ministère des Finances 11,4 milliards de roubles.

### Construction future des pistes d'envol et d'atterrissage
Domodedovo prévoit de construire six nouvelles pistes d'ici 2040, afin de créer un hub pour les transports aériens transitaires entre l'Europe et l'Asie. Les terres prévues pour ce projet appartiennent soit au groupe DME, soit sont sous propriété fédérale; elles sont situées en dehors des zones habitées et ne comportent aucun développement urbanistique.

### Concession de l'aéroport
Le 6 juillet 2023, lors de l'inauguration du nouvel segment du Terminal T2, le directeur de «Domodedovo», Andreï Pavlov, a annoncé son intention de placer l'infrastructure aéroportuaire sous la gestion de l'aéroport. Un accord de concession avec le gouvernement est prévu d'être signé d'ici la fin de l'année. Après cela, l'aéroport assurera l'entretien de l'aérodrome, les rénovations majeures ainsi que les nouveaux chantiers de construction.

## Situation
| Vnoukovo Domodiédovo Joukovski · Ramenskoïe Chérémétiévo Ostafiévo Chkalovskii |

### Carte des aéroports russes
| \| 50 km1:1 791 000 \| Koursk Abakan Anapa Pskov Arkhangelsk Astrakhan Barnaoul Belgorod Blagoveshchensk Bratsk Grozny Guelendjik Iakoutsk Iékaterinbourg Ijevsk Ioujno-Sakhalinsk Irkoutsk Kaliningrad Kazan Kemerovo Khabarovsk Khanty-Mansiïsk Krasnodar Krasnoïarsk Magadan Magnitogorsk Makhachkala Mineralnye Vody Mirny Moscou · SVO Moscou · DME Moscou-VKO Mourmansk Narian-Mar Nijnekamsk Nijnevartovsk Nijni Novgorod Noïabrsk Alykel Novokouznetsk Novossibirsk Novy Ourengoï Omsk Orenbourg Oufa Oulan-Oude Oulianovsk Perm Petropavlovsk-Kamtchatski Rostov · sur-le-Don Sabetta Saint-Pétersbourg Salekhard Samara Saratov Simferopol Sotchi Sourgout Stavropol Kyzyl Syktyvkar Tcheliabinsk Tchita Tioumen Tomsk Vladivostok Volgograd Voronej |
| 50 km1:1 791 000 |

## Statistiques
Le graphique qui aurait dû être présenté ici ne peut pas être affiché car il utilise l'ancienne extension Graph, désactivée pour des questions de sécurité. Des indications pour créer un nouveau graphique avec la nouvelle extension Chart sont disponibles ici.

Voir la requête brute et les sources sur Wikidata.

### Zoom sur l'impact du covid de 2019-2020
Le graphique qui aurait dû être présenté ici ne peut pas être affiché car il utilise l'ancienne extension Graph, désactivée pour des questions de sécurité. Des indications pour créer un nouveau graphique avec la nouvelle extension Chart sont disponibles ici.

Voir la requête brute et les sources sur Wikidata.

## Compagnies aériennes et destinations

### Passagers
| Compagnies                   | Destinations |
| ---------------------------- | --- |
| Air Arabia                   | Charjah |
| Air Manas                    | Bichkek Manas |
| Alrosa Mirny Air Enterprise  | Mirny, Novossibirsk-Tolmatchevo, Polyarny (en) |
| Avia Traffic Company         | Bichkek Manas, Och |
| Azerbaijan Airlines          | Bakou-H. Aliyev |
| AzurAir                      | En saison charter : - Bangkok-Suvarnabhumi, - Cam Ranh, - Colombo-Bandaranaike, - Dubaï Al Maktoum, - Goa-Dabolim, - Djakarta-S.-Hatta, - Phuket, - Punta Cana, - Sanya-Phénix |
| Belavia                      | Minsk |
| El Al                        | Tel Aviv - Ben Gourion |
| EgyptAir                     | Le Caire |
| Emirates                     | Dubaï |
| Etihad Airways               | Abou Dabi |
| Gulf Air                     | Manama-Bahreïn |
| IrAero                       | Barnaoul, Irkoutsk, Omsk |
| Izhavia                      | Ijevsk (en) |
| Komiaviatrans                | Arkhangelsk-Talagi, Syktyvkar (en), Oukhta (en), Oussinsk (en) |
| Kuwait Airways               | En saison : Koweït |
| Lucky Air                    | Kunming-Changshui |
| Nordavia                     | Arkhangelsk-Talagi, Mourmansk |
| NordStar                     | Anapa, Krasnoïarsk-Iémélianovo, Makhatchkala, Mineralniye Vody, Norilsk-Alykel, Sotchi-Adler, Saint-Pétersbourg-Poulkovo , Shijiazhuang . En saison charter : Batoumi-A. Kartveli |
| Pegasus Airlines             | Istanbul-S. Gökçen |
| Philippine Airlines          | Manille-N. Aquino, Khabarovsk |
| Pskovavia                    | Aérodrome Princesse Olga de Pskov |
| Red Wings Airlines           | Tcheliabinsk-Balandino, Makhatchkala, Mineralniye Vody, Novossibirsk-Tolmatchevo, Simféropol, Sotchi-Adler, Oufa En saison : Kaliningrad-Khrabrovo En saison charter : Dubaï Al Maktoum |
| Royal Air Maroc              | Casablanca-Mohammed-V |
| Royal Jordanian              | Amman-Reine-Alia |
| RusLine                      | Belgorod, Élista, Ivanovo (en), Ijevsk (en), Kirov-Pobedilovo, Leipzig/Halle, Lipetsk (en), Penza (en), Tambov Donskoye (en), Oulyanovsk-Baratayevka (en), Vorkouta (en), Voronej (en) En saison : Palanga |
| S7 Airlines                  | - Abakan, - Anapa, - Achgabat, - Astrakhan-Narimanovo, - Bakou-H. Aliyev, - Batoumi-A. Kartveli, - Briansk, - Bourgas, - Tcheliabinsk-Balandino, - Irkoutsk, - Kaliningrad-Khrabrovo, - Kazan, - Khodjent, - Kökşetaw, - Krasnodar-Pashkovsky, - Krasnoïarsk-Iémélianovo, - Kulob , - Lipetsk (en), - Mineralniye Vody, - Mourmansk, - Nadim (en), - Nijnekamsk-Begichevo, - Nijnevartovsk (en), - Nijni Novgorod-Strigino, - Novokouznetsk-Spichenkovo (en), - Novossibirsk-Tolmatchevo, - Omsk, - Oural-Ak Zhol, - Öskemen, - Pavlodar, - Penza (en), - Perm, - Petrozavodsk, - Rostov-sur-le-Don/Platov, - Samara-Kouroumotch, - Saransk, - Sotchi-Adler, - Saint-Pétersbourg-Poulkovo, - Stavropol (en), - Tbilissi-C. Roustavéli, - Tivat, - Tomsk-Bogachevo, - Tioumen-Roshchino, - Oufa, - Ourguentch, - Vladikavkaz (ru), - Volgograd (ex-Stalingrad), - Voronej (en), - Iékaterinbourg-Koltsovo, - Erevan-Zvarnots En saison : - Barnaoul, - Gênes-Christophe-Colomb, - Plovdiv-Kroumovo, - Pula, - Taraz, - Téhéran-Imam-Khomeini, - Baïkal-Oulan Oude, - Ürümqi-Diwopu, - Iakoutsk |
| S7 Airlines opéré par Globus | - Barnaoul, - Bratsk, - Tchita (Kadala) (en), - Gorno-Altaïsk (en), - Kemerovo, - Krasnodar-Pashkovsky, - Krasnoïarsk-Iémélianovo, - Mineralniye Vody, - Mirny, - Nijnevartovsk (en), - Norilsk-Alykel, - Novossibirsk-Tolmatchevo, - Novy Ourengoï, - Och, - Simféropol, - Sotchi-Adler, - Saint-Pétersbourg-Poulkovo, - Baïkal-Oulan Oude, En saison : Anapa, Gênes-Christophe-Colomb, Erevan-Zvarnots, Iakoutsk |
| Saratov Airlines             | Grozny, Ijevsk (en), Kirov-Pobedilovo, Krasnoïarsk-Iémélianovo , Koursk-Vostochny, Niagan (en), Orsk, Penza (en) |
| Severstal Air Company        | Tcherepovets (en) En saison : Kirovsk-Apatity (en) |
| Somon Air                    | Douchanbé |
| Tajik Air                    | Douchanbé, Khodjent |
| Taron Avia                   | Gyumri |
| Thai Airways                 | Bangkok-Suvarnabhumi, |
| Turkmenistan Airlines        | Achgabat |
| Ural Airlines                | - Barnaoul, - Bichkek Manas, - Tcheliabinsk-Balandino, - Tchita (Kadala) (en), - Eilat-Ovda, - Irkoutsk, - Kaliningrad-Khrabrovo, - Kazan, - Kulob, - Koutaïssi-David-IV, - Lənkəran, - Mineralniye Vody, - Novossibirsk-Tolmatchevo, - Noukous (en), - Omsk, - Och, - Rostov-sur-le-Don/Platov, - Saint-Pétersbourg-Poulkovo, - Tomsk-Bogachevo, - Iékaterinbourg-Koltsovo, - Erevan-Zvarnots En saison : Dalaman, Dubaï, Baïkal-Oulan Oude En saison charter : Antalya |
| UVT Aero                     | Bougoulma, Guelendjik |
| Uzbekistan Airways           | Andijan, Boukhara, Ferghana, Namangan (en), Navoï (en), Noukous (en), Karchi, Samarcande, Tachkent, Termez (en), Ourguentch |
| Vietnam Airlines             | Hanoï-Nội Bài |
| Yamal Airlines               | Krasnoïarsk-Iémélianovo, Nadim (en), Novy Ourengoï, Noïabrsk (en), Salekhard (en), Saint-Pétersbourg-Poulkovo, Tioumen-Roshchino |

Édité le 11/02/2018

### Fret
| Compagnies              | Destinations |
| ----------------------- | --- |
| AirBridgeCargo Airlines | Amsterdam, Beijing–Capital, Chengdu, Chicago-–O'Hare, Francfort, Hong Kong, Krasnoïarsk–Yemelyanovo, Maastricht, Milan-Malpensa, Paris-Charles de Gaulle, Saint-Pétersbourg, Séoul–Incheon, Shanghai–Pudong, Tokyo-Narita, Iékaterinbourg, Saragosse, Zhengzhou |
| Emirates SkyCargo       | Dubai-Al Maktoum |
| Etihad Cargo            | Abu Dhabi, Milan-Malpensa |
| Yangtze River Express   | Luxembourg, Shanghai–Pudong |